# Alphonse Cornil
Pour les articles homonymes, voir Cornil (homonymie).

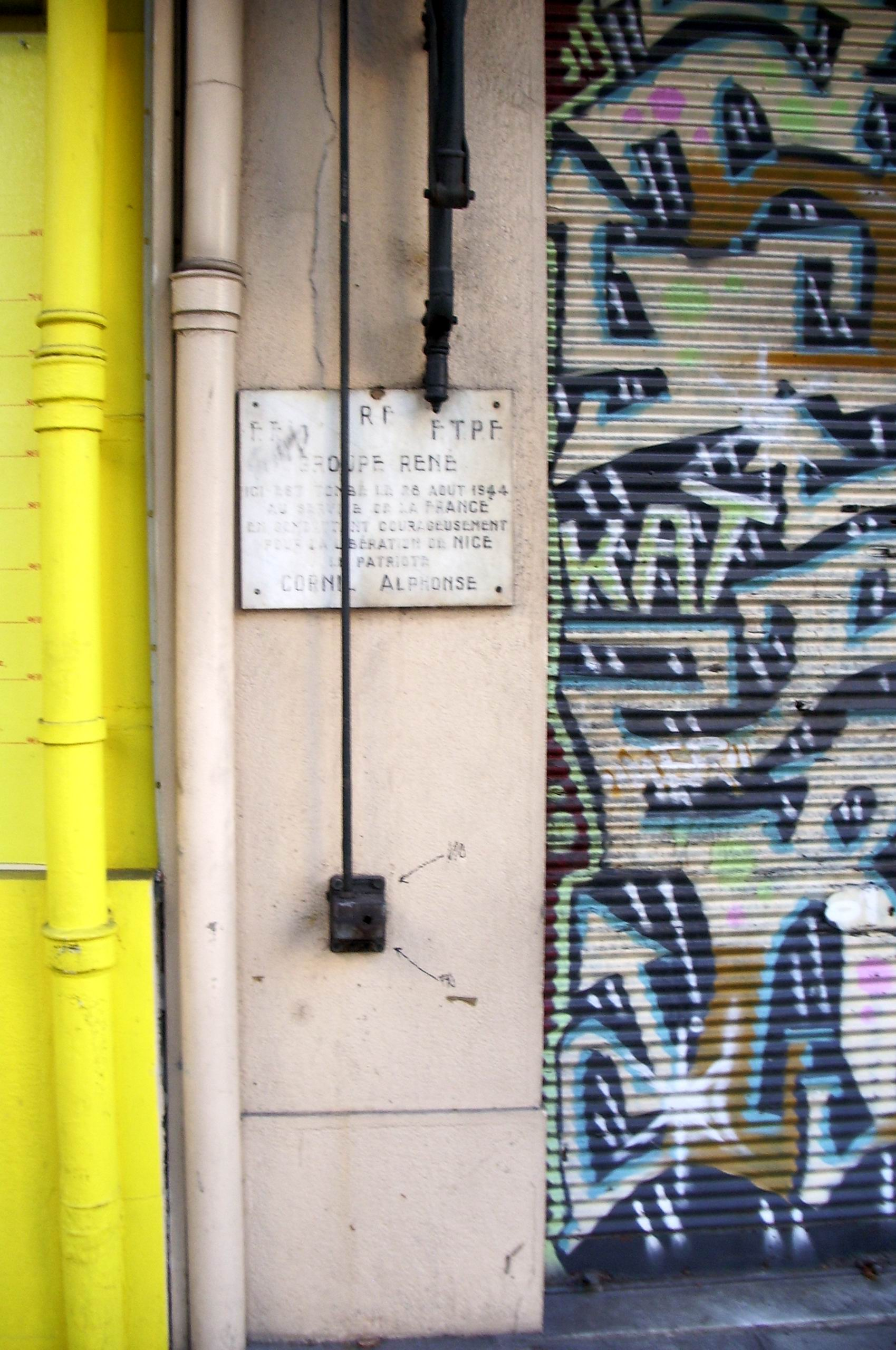
L'endroit au niveau duquel est décédé Alphonse Cornil.

Alphonse Joseph Cornil est né le 26 octobre 1879 à Mouscron en Belgique et est Mort pour la France le 28 août 1944 à Nice dans les combats pour la libération de Nice autour du passage à niveau (actuel carrefour du 28-Août). 

## Sa vie avant son arrivée à Nice
Alphonse Cornil naît 26 octobre 1879 à Mouscron en Belgique. Il est le fils naturel non reconnu de Maria Cornil, ouvrière de fabrique âgée de 19 ans au moment de la naissance. 
Il épouse Jeanne Marie blanche Lebout. Ensemble, ils ont un fils.

## Installation à Nice
En 1930, son fils unique décède à Nice. Il est enterré en cette commune. C'est pourquoi Alphonse Cornil et son épouse s'installent à Nice en juillet 1931.
Alphonse Cornil est manœuvre. Il conserve la nationalité belge et travaille à Schneider à Nice. Il habite un édifice de 4 étages coiffé d’une tonnelle et situé au fond de l'avenue Saint Joseph au numéro 19.

## Actions dans la Résistance niçoise (1942-1944)
En janvier 1942, il devient membre des FTPF-FFI à Nice. Il est membre du Corps Franc d'Encadrement des F.T.P.F. du groupe René Canta sous le numéro 387. Sa condition physique n’est plus celle de ses 20 ans mais sa haute maison lui permet d’exercer un poste de guetteur de premier plan sur l'avenue Saint Joseph à l’est, et sur tout un réseau d’escaliers montant à l’ouest vers l’hôtel Impérial.

## Les combats pour laLibération de Nice(28 août 1944)

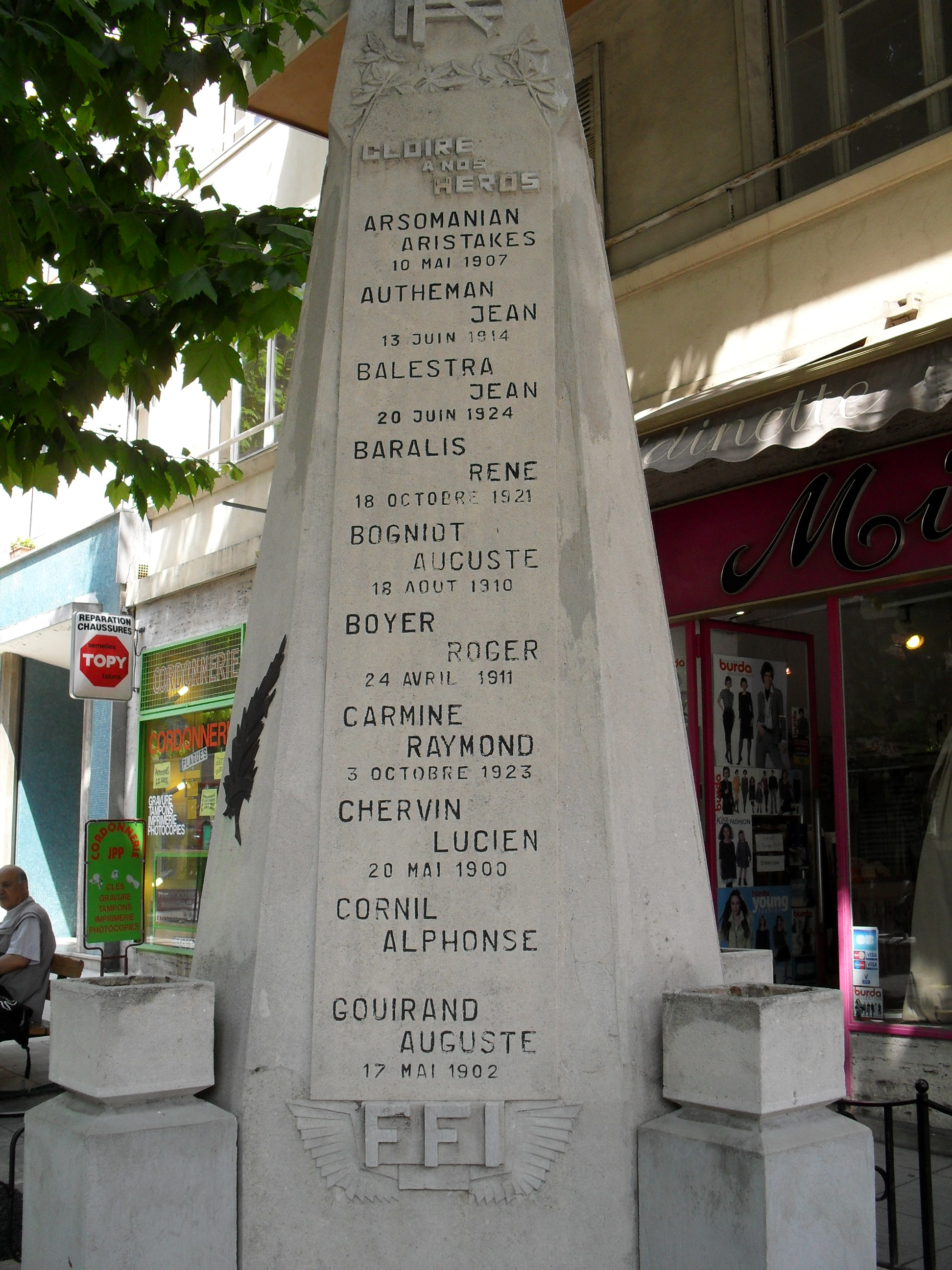
Cénotaphe commémorant la libération de Nice : face FFI décédés dans les combats du 28 août 1944 autour du passage à niveau.

Le 27 août 1944, un de ses camarades lui rend visite chez lui en lui transmettant l'ordre de se rendre à sept heures au passage à niveau en haut du boulevard Gambetta devenu le Carrefour du 28-Août. Ce 27 août 1944, une importante réunion vient en effet d'avoir lieu boulevard de Cessole. L'insurrection niçoise a été décidée pour le 28 août. A 7 heures, Alphonse Cornil quitte son domicile et rejoint ses camarades F.T.P.F. du groupe René au passage à niveau.
Il participe aux combats qui éclatent peu après. Vers 10 heures, une colonne allemande remonte le boulevard Gambetta dans l'objectif de reprendre le contrôle du passage à niveau, point de passage stratégique vers Nice-Nord. Dans les combats, Alphonse Cornil s'avance trop en avant et est fauché par une rafale à la hauteur du 128 boulevard Gambetta . Une plaque commémorative y honore sa mémoire dès 1945  . Elle s'y trouve toujours.
Son corps est transporté au poste de secours de la Bienfaisance au 141 boulevard Gambetta. Son décès ne peut qu'être constaté. Son corps est déposé à la morgue.
Son épouse ignore dans un premier temps ce qui est arrivé à Alphonse Cornil. Le 29 août, elle sort de chez elle en quête de nouvelles mais une personne lui conseille de rentrer se mettre à l'abri car la situation est confuse. Le 30 août, toujours sans nouvelles, elle repart à sa recherche. Elle apprend alors par la Sœur Supérieure du Bureau de Bienfaisance que son mari a été tué au combat par les Allemands. Elle déclare le décès à la mairie de Nice le 31 août 1944 à dix heures du matin.
Le corps d'Alphonse Cornil repose au cimetière communal de Caucade à Nice dans une tombe individuelle du carré des victimes civiles dans la carré 68. En mars 2012, aucune inscription ne permet de l'identifier sur sa tombe. La localisation a été permise grâce aux archives du cimetière.

## La mémoire d'Alphonse Cornil
À la suite des démarches de sa veuve, il est reconnu Mort pour la France le 8 juillet 1946. La mention Mort pour la France est apposée sur acte de décès en mairie de Nice le 19 mai 1965.
Outre la plaque commémorative du 130 boulevard Gambettea, Alphonse Cornil est également présent sur le monument commémoratif pour les résistants du 4e canton de Nice situé dans le Jardin Alsace-Lorraine à Nice et sur le cénotaphe commémorant la Libération de Nice situé à l'angle du boulevard Joseph Garnier et du carrefour du 28-Août.

## Sources
- Revue « Document, témoignages, recherches » n°9 publiée par le Musée de la Résistance azuréenne : « Nice, 28 août 1944 : l'insurrection racontée par les insurgée ».
- Dossier individuel du Bureau des Archives des Victimes des Conflits Contemporains (BAVCC) de Caen.
- État-Civil de Mouscron.
- État-Civil de Nice.